# Stilpnus oligocenus
Stilpnus oligocenus är en stekelart som beskrevs av Cockerell 1921. Stilpnus oligocenus ingår i släktet Stilpnus och familjen brokparasitsteklar. Inga underarter finns listade i Catalogue of Life.